# Upsilon Pegasi
Upsilon Pegasi (68 Pegasi) é uma estrela na direção da constelação de Pegasus. Possui uma ascensão reta de 23h 25m 22.66s e uma declinação de +23° 24′ 14.4″. Sua magnitude aparente é igual a 4.52. Considerando sua distância de 173 anos-luz em relação à Terra, sua magnitude absoluta é igual a 0.79. Pertence à classe espectral F8IV.